# Dreslette Kirke
Dreslette Kirke er en kirke, som ligger i landsbyen Dreslette ca. 10 km SØ for Assens (Region Syddanmark).
Skibets mure stammer fra en romansk kirke opført af granitkvadre over dobbeltsokkel, attisk profil over skråkant. Den romanske kirke bestod af apsis, kor og skib. De oprindelige døre og et vindue mod syd kan spores i murværket, en tympanon med 3 figurer i lavt relief er indsat i en kirkegårdsportal, den stammer muligvis fra den romanske kirke. I 1300-tallet blev det oprindelige kor erstattet med det nuværende. Sydkapellet er formodentlig opført i 1400-tallet. I sengotisk tid opførtes et tårn og et våbenhus mod syd.
I anden halvdel af 1700-tallet blev konferensråd Niels Ryberg ejer til den nærliggende Frederiksgave, som Dreslette kirke hørte under. Han lod kirken ombygge i 1785-87, inden ombygningen lod han et maleri udføre, som viser kirken med sengotisk tårn og våbenhus, maleriet hænger på Fensmark.
Det sengotiske tårn og våbenhus blev nedrevet og det nuværende tårn opført, tårnet har tre stokværk og en platform øverst, hvorfra der er en glimrende udsigt over landskabet. I forbindelse med ombygningen opførtes nordkapellet, som pendant til sydkapellet. På kirkegården ses en mindestøtte over Niels Rybergs første hustru Margareta Dorothea Otte (1749-67), mindestøtten er udført af Wiedewelt i 1785 og har tidligere stået på Frederiksgave.
Korhvælvet stammer formodentlig fra opførelsen af det nye kor i 1300-tallet, skibets hvælv er formodentlig indbygget i 1400-tallet. Korbuen er udvidet men har bevaret de profilerede kragbånd. I forbindelse med ombygningen i 1785-87 blev kirkerummet indrettet i nyklassicistisk stil, der er bevaret. Altertavlen er et maleri, der tillægges kancelliråd Peter Brünniche. Den forestiller Jesus i Getsemane Have, hvor han før tilfangetagelsen trøstes af en engel fra Gud. Over altertavlen ses Hartvig Johum Müllers orgel, der er fra 1787 og dermed et af de ældste fungerende orgler i landet. Det er nu kun i brug juleaften, hvor man kan se den gyldne stjerne på orgelfacaden rotere, mens musikken spiller. Bag alteret er indrettet et præsterum (sakristi), adskilt ved et panelværk. På orgelfacadens topstykke står Niels Rybergs navnetræk og årstallet 1787. Det nyere orgel i kirkens modsatte ende er anbragt, hvor Niels Ryberg i sin tid havde sin loge. Prædikestolen, dåbshimlen og stoleværket stammer fra ombygningen i 1785-87.
Den romanske granitkumme tillægges Horder. Ved ombygningen i 1785-87 blev den romanske font omdannet, så den kunne indpasses i rummets stil. Foden blev erstattet med en kaneleret søjle, kummen blev malet hvid og fik forgyldninger på relieffets ophøjede dele. Dette har udvisket det romanske præg, men kummen hævder sig dog stadig i kraft af sin fine form og udførelse. Kummen har tovsnoning på overkanten og akantusfrise på siden. Nederst ses et skaft, som nu danner overgang til søjlen.
Indtil kommunalreformen i 2007 lå kirken i Haarby Kommune (Fyns Amt) og indtil kommunalreformen i 1970 lå det i Båg Herred (Odense Amt).